# Euplocamus schaeferi
Euplocamus schaeferi är en fjärilsart som beskrevs av Hans Georg Amsel 1959. Euplocamus schaeferi ingår i släktet Euplocamus och familjen äkta malar.
Artens utbredningsområde är Iran. Inga underarter finns listade i Catalogue of Life.